# Leptosiphon ciliatus
Leptosiphon ciliatus là một loài thực vật có hoa trong họ Polemoniaceae. Loài này được (Benth.) Jeps. mô tả khoa học đầu tiên năm 1902.